# 我討厭的偵探
《我討厭的偵探》（日语：私の嫌いな探偵）是於2014年1月17日起於每週五深夜（23:15 - 24:15，JST）於朝日電視台週五晚間連續劇時段播出的日本電視連續劇，改編自東川篤哉的烏賊川市系列小說，劇名來自該系列第7本小說。電視劇由剛力彩芽主演，此劇亦是剛力彩芽初次與玉木宏共演。 

## 烏賊川市系列

### 登場人物
鵜飼杜夫
戶村流平
二宮朱美
砂川警部
志木刑事
十乘寺十三
十乘寺櫻

## 電視劇
劇集標語為「這個案件，真可疑」

### 劇情簡介
故事發生在架空的城市烏賊川市。女大學生二宮朱美（剛力彩芽 飾）是有錢的大廈業主，也是個推理狂，遇上了愛錢、個性有些奇怪的私家偵探鵜飼杜夫（玉木宏 飾），面對可疑的（日语：イカガワシイ，日語諧音同烏賊川市)案件時，兩人的推理僅管有些瘋狂，卻總能漂亮的解決案件。

### 演員陣容
以下是電視劇的角色介紹，與小說略有出入。

#### 主要角色
二宮朱美（にのみや あけみ）（香港配音：何璐怡）
演 - 剛力彩芽
「鵜飼探偵事務所」業主，烏賊川市立大學女子推理研究會會長。
鵜飼杜夫（うかい もりお）（香港配音：黃啟昌）
演 - 玉木宏
「鵜飼探偵事務所」所長兼偵探。
户村流平（とむら りゅうへい）（香港配音：陳灝瑋）
演 - 白石隼也
因捲入殺人事件而向鵜飼求救的大學生。

#### 烏賊川警察署
砂川五郎（すながわ）（香港配音：陳永信）
演 - 渡邊一惠
警部。
三木薰（みき）（香港配音：陳琴雲）
演 -安田美沙子
刑事，砂川的部下。

#### 其他
聰美（さとみ）（香港配音：黃昕瑜）
演 - 内藤理沙
萌（もえ）（香港配音：陳皓宜）
演 - 鹿沼憂妃
上述兩名為女子推理研究會會員。
金蔵（香港配音：馮錦堂）
演 - 片桐仁（第2-8話）
向鵜飼提供情報的露宿者。
船越英一郎（推理劇帝王）（香港配音：張炳強）
演 - 本人
推理部中放著他的「紙板公仔」。
謎樣美女
演 - 山村紅葉
鵜飼推理出真相時出現的美女。

#### 各集角色／客串演員

##### 第1-2話
- 茂呂耕作（戶村流平的前輩） - 淺利陽介（香港配音：巫哲棋）
- 紺野由紀（戶村流平的前女友） - 佐野日向子（香港配音：魏惠娥）
- 石川（偷拍犯，烏賊川市居民） - 栗原類（香港配音：關令翹）
- 小森（招待客） - 相島一之（日语：相島一之）（只於第1話出場）（香港配音：馮錦堂）
- 主婦（帶着蔥的主婦） - 山嶋千惠（只於第1話出場）
- 木下好美（由紀的朋友） - 伊藤麻實子（日语：伊藤麻実子）（只於第2話出場）（香港配音：黃淑芬）
- 花岡酒舖老闆 - 不破萬作（日语：不破万作 (俳優)）（只於第2話出場）（香港配音：黃子敬）
- 阿速（速遞員，朱美想像出來的人） - 菅谷哲也（日语：菅谷哲也）（只於第2話出場）（香港配音：有待確定）
- 其他 - 下條阿童木、田中卓志、山根良顯、中島博子（第1話）、前田龍輝（第2話）

##### 第3話
- 烏賊神權造（烏賊神神社祭司） - 六平直政（日语：六平直政）（香港配音：招世亮）
- 烏賊神花江（権造的妻子） - 大塚良重（日语：大塚良重）（香港配音：雷碧娜）
- 烏賊神真墨（長男） - 渡邊邦斗（日语：渡辺邦斗）（香港配音：鄧志堅）
- 烏賊神伽墨（長女） - 上野夏妃（日语：上野なつひ）（香港配音：鄭麗麗）
- 烏賊神墨麗（次女） - 朝倉繪里香（日语：朝倉えりか）（香港配音：柚子蜜）
- 瀧澤美穗（烏賊神神社巫女） - 尾高杏奈（日语：尾高杏奈）（香港配音：何寶珊）
- 梶本伊沙子（真墨的女友，俱樂部女招待） - 梅舟惟永（日语：梅舟惟永）
- 劍先舞香（打扮成烏賊的演員） - 野呂佳代（香港配音：張頌欣）
- 遺憾嗎（烏賊神市吉祥物）

##### 第4話
- 高島美香（女子推理研究會新會員） - 岩田小百合（香港配音：凌晞）
- 中原圭介（烏賊川市補習學校教師） - 小松和重（日语：小松和重）（香港配音：劉奕希）
- 倉澤敦夫（美容師） - 森本亮治

##### 第5話
- 千葉文香（千昭的約會對象） - 村川繪梨（日语：村川絵梨）（香港配音：黃玉娟）
- 水原沙希（酒吧客人） - 松本若菜（香港配音：劉惠雲）
- 辰巳千昭（酒吧調酒師） - 三浦涼介（香港配音：關令翹）
- 醜樣男人（千昭家附近約會的人） - 今野浩喜（日语：今野浩喜）（香港配音：潘文柏）、信江勇（日语：信江勇）

##### 第6話
- 丸島紗耶香（丸島酒店的女兒） - 市川由衣（香港配音：劉惠雲）
- 藤原源治（夢見台地產經營者） - 酒井敏也（香港配音：林保全）
- 田所誠太郎（資産家，夢見台地区居民） - 山谷初男（日语：山谷初男）（香港配音：盧國權）
- 木戶慶助（玻璃破損受害者） - 森下哲夫（日语：森下哲夫）（香港配音：朱子聰）
- 藤原英輔（源治的兒子） - 酒井貴浩（日语：酒井貴浩）（香港配音：李安邦）

##### 第7話
- 豪德寺真一（豪德寺家長男） - 柿澤勇人（香港配音：黃積權）
- 豪德寺豐藏（迴轉壽司連鎖店經營者） - 山田明郷（日语：山田明郷）（香港配音：朱子聰）
- 豪德寺昌代（豐藏的妻子） - 田島令子（日语：田島令子）（香港配音：黃麗芳）
- 豪德寺真紀（豪德寺家長女） - 小野真弓（香港配音：羅孔柔）
- 矢島達也（洋一郎的兒子，矢島医院院長） - 尾関伸嗣（日语：尾関伸嗣）／馬渕誉（日语：馬渕誉）（少年期）（香港配音：關令翹／許盈（少年期））
- 岩村（真一的好友） - 川島潤哉奈（日语：川島潤哉）（香港配音：巫哲棋）
- 豪德寺美喜夫（豪德寺家次男） - 山根和馬（日语：山根和馬）（香港配音：李鎮然）
- 矢島洋一郎（矢島医院前院長，豐藏的朋友） - 岡雅史
- 島弓子（洋一郎的妻子） - 林亞紀子

##### 最終話
- 水澤優子（晉作的妻子） - 井上和香（香港配音：曾佩儀）
- 水澤晉作（市議会議員） - 中村繁之（日语：中村繁之）（香港配音：劉奕希）
- 青山浩太（烏賊川建設公司員工） - 丸山智己（日语：丸山智己）（香港配音：曹啟謙）
- 森千惠子（烏賊川建設公司員工） - 今野麻美（香港配音：羅杏芝）
- 大崎茜（晉作的愛人） - 中村靜香
- 佐佐木敬三（烏賊川建設公司社長） - 小田桐一（日语：小田桐一）

### 劇集篇名與原作對照、各集導演
| 集數                                                   | 放送日        | 日文標題 節目表標題                                                                | 中文標題                | 原作（篇名）                                                 | 劇本            | 導演     | 收視率 |
| ------------------------------------------------------ | ------------- | ---------------------------------------------------------------------------------- | ----------------------- | ------------------------------------------------------------ | --------------- | -------- | ------ |
| 第1話                                                  | 2014年1月17日 |                                                                                    | 密室的鑰匙借給你篇      | （中文）密室的鑰匙借給你 ISBN 978-9571050522                 | 福田雄一        | 塚本連平 | 10.0%  |
| 第1話                                                  | 2014年1月17日 | 著迷！？今晚誕生的房東×偵探二人組挑戰完全密室圈套！！ 解開謎底就有一萬圓的租金！？ |                         | （中文）密室的鑰匙借給你 ISBN 978-9571050522                 | 福田雄一        | 塚本連平 | 10.0%  |
| 第2話                                                  | 2014年1月24日 |                                                                                    | 密室的鑰匙借給你 結案篇 | (中文)朝密室射擊ISBN 978-9571051079                          | 福田雄一        | 塚本連平 | 07.0%  |
| 第2話                                                  | 2014年1月24日 | 謎團在懸崖之上！？ 密室與美女墜落…兩件同時殺人圈套！！ 今晚最後結案！！            |                         | (中文)朝密室射擊ISBN 978-9571051079                          | 福田雄一        | 塚本連平 | 07.0%  |
| 第3話                                                  | 2014年1月31日 |                                                                                    | 烏賊神家一族的殺人案    | 我討厭的偵探 烏賊神家一族的殺人案                            | 福田雄一        | 片山修   | 08.5%  |
| 第3話                                                  | 2014年1月31日 | 看到巨型烏賊！ 烏賊神家一族的殺人案 誰在說屍體消失的謊之圈套                       |                         | 我討厭的偵探 烏賊神家一族的殺人案                            | 福田雄一        | 片山修   | 08.5%  |
| 第4話                                                  | 2014年2月7日  |                                                                                    | 全力奔跑之謎            | 我討厭的偵探 全力奔跑之謎                                    | 林誠人 福田雄一 | 片山修   | 06.7%  |
| 第4話                                                  | 2014年2月7日  | 不明飛行物操控的女大學生 全力奔跑之謎 麥田圈畫出密室的鑰匙！？                     |                         | 我討厭的偵探 全力奔跑之謎                                    | 林誠人 福田雄一 | 片山修   | 06.7%  |
| 第5話                                                  | 2014年2月14日 |                                                                                    | 消失的紅衣女子          | 我討厭的偵探 204號室失火了？                                 | 福田雄一        | 木村尚   | 05.5%  |
| 第5話                                                  | 2014年2月14日 | 戀愛中自燃的男人！？ 消失的紅衣女子 帥哥酒保的兩起殺人圈套                         |                         | 我討厭的偵探 204號室失火了？                                 | 福田雄一        | 木村尚   | 05.5%  |
| 第6話                                                  | 2014年2月21日 |                                                                                    | 七個啤酒箱之謎          | （中文）好想趕快成為名偵探 ISBN 9789571053592 七個啤酒箱之謎 | 福田雄一        | 塚本連平 | 04.4%  |
| 第6話                                                  | 2014年2月21日 | 狗找到一百萬日圓！！ 豐富的七個啤酒在雪夜裡消失 愛上流浪偵探！？                   |                         | （中文）好想趕快成為名偵探 ISBN 9789571053592 七個啤酒箱之謎 | 福田雄一        | 塚本連平 | 04.4%  |
| 第7話                                                  | 2014年2月28日 |                                                                                    | 完全犯罪需要幾隻貓？    | （中文）完全犯罪需要幾隻貓？ ISBN 978-9571051796             | 福田雄一        | 塚本連平 | 05.7%  |
| 第7話                                                  | 2014年2月28日 | 與貓有關的乙烯樹脂屋連續殺人案！？ 解不開的謎團！！                                |                         | （中文）完全犯罪需要幾隻貓？ ISBN 978-9571051796             | 福田雄一        | 塚本連平 | 05.7%  |
| 第8話                                                  | 2014年3月7日  |                                                                                    | 朱美拍下的畫            | 我討厭的偵探 偵探拍下的畫                                    | 福田雄一        | 塚本連平 | 06.9%  |
| 第8話                                                  | 2014年3月7日  | 永別了，流浪的二人組 拯救被雪壓住在地的房東 帝王最後登場！！                       |                         | 我討厭的偵探 偵探拍下的畫                                    | 福田雄一        | 塚本連平 | 06.9%  |
| 平均收視率6.8%（收視率由Video Research於關東地區統計） |               |                                                                                    |                         |                                                              |                 |          |        |

### 工作人員
- 原作 - 東川篤哉『 烏賊川市系列』（光文社文庫 / 光文社刊）
- 編劇 - 福田雄一、林誠人
- 音樂 - MAYUKO、得田真裕
- 導演 - 塚本連平、片山修、木村尚
- 音樂製作 - 志田博英
- 企畫協力 - 古賀誠一
- 總製作人 - 内山聖子（朝日電視台）
- 製作人 - 大江達樹、池田邦晃（朝日電視台） / 布施等（MMJ）
- 製作 - 朝日電視台、MMJ

### 主題曲
- 剛力彩芽 - 討厭你的100個地方 「あなたの100の嫌いなところ」（gr8!records）

## 外部連結
- 官方網站（日語）

- 剛力彩芽&玉木宏聯手推理劇《我討厭的偵探》，曼迪日本台1/24全台首播 （页面存档备份，存于）（繁體中文）

## 備註
1. ↑  .   [2014-03-04]. （原始内容存档于2019-06-11）.
2. ↑   刚力彩芽与玉木宏初次合作 出演电视剧《我的讨厌侦探》 的存檔，存档日期2014-02-08.
3. ↑  私の嫌いな探偵 - スポニチ Sponichi Annex 芸能 的存檔，存档日期2014-11-04.、2014年3月17日閲覧。